# Conflito de Cufra em 2008
O Conflito de Cufra de 2008 foi tratado no distrito de Cufra, na Líbia, entre o grupo pró-tubu Frente Tubu para Salvação da Líbia e o governo líbio de Muamar Gadafi. O conflito começou no começo de novembro de 2008, quando o governo removeu a cidadania dos tubus, e quando o governo alegou que seus líderes estavam se aliado com o Chade. As lutas começaram quando o grupo ateou fogo num escritório local do governo. Após o incidente, tropas e alguns helicópteros foram enviados à região. A cidade de Jaufe foi logo sitiada quando o exército chegou. As lutas pararam em meados de novembro, quando ambos os lados acordaram um cessar-fogo. Em 20 de novembro, uma reunião tribal tubu com oficiais líbios foi conduzida em Cufra e terminou o conflito. Ele custou entre 11 e 30 vidas e uma centena de feridos.